# Rothe (Fläming)
Rothe ist eine wüste Feldmark, die nördlich oder nordöstlich von Jüterbog im Landkreis Teltow-Fläming in Brandenburg liegt.

## Geografische Lage
Die genaue Lage der Feldmark ist bislang unbekannt. Sie könnte in der Nähe der wüsten Feldmark Heinsdorf bei Werder und Ruhlsdorf gelegen haben, vielleicht aber auch wie diese in den Feldmarken von Werder und Jänickendorf aufgegangen sein. Möglich ist auch, dass sie in Jüterbog aufgegangen ist. Die Suche nach der Feldmark erstreckt sich bis in das 16. Jahrhundert, als ein Geschichtsschreiber 1534/1543 schrieb: Rothe ist das Dorf davon im Privileg Wichmann meldung geschieht ist der Nonnenacker so auf Radeland bey Hans Zechen Hufen und stößt an den Lütkenbochoischen Hufen bis an das Frauenthor. Dies würde auf eine Lage südlich der historischen Stadtgrenzen von Jüterbog hinweisen. Experten schätzen dies jedoch als unrealistisch ein.

## Geschichte
Rothe wurde erstmals in den Jahren 1164/1174 urkundlich als „eines von zwei Dörfern (villa), von denen das andere Rothe heißt“ (in duabus villis, quarum …alterna vocatur Rothe) erwähnt und gehörte zu dieser Zeit dem Stift Gottesgnaden in Calbe (Saale). Seine Größe wurde zusammen mit dem Dorf Dieke mit 50 Hufen angegeben. Eine weitere Erwähnung des Dorfes existiert aus dem Jahr 1183. In den Jahren 1173/1180 waren die Bewohner von Rothe nach Dieke eingepfarrt. Der Bischof Siegfried I. hatte den Zehnt der wüst liegenden Dörfer Dieke und Rothe zusammen mit sechs Hufen aus Jüterbog der Marienkirche übertragen. Anschließend wurde das Dorf nicht mehr erwähnt.